# Modeste Kambou
Modeste Kambou (ur. 4 grudnia 1963 w Bouti) – burkiński duchowny rzymskokatolicki, od 2012 biskup Gaoua.

## Życiorys
Święcenia kapłańskie przyjął 28 grudnia 1991 i został inkardynowany do diecezji Diébougou. Pracował głównie w Niższym Seminarium św. Tarsycjusza w Kakapèlè, a w latach 2001–2007 był jego dyrektorem. W 2007 mianowany wikariuszem generalnym diecezji.
30 listopada 2011 otrzymał nominację na biskupa nowo powstałej diecezji Gaoua. Sakry biskupiej udzielił mu 18 lutego 2012 abp Vito Rallo.